# المعمل (نهم)

تعديل مصدري - تعديل

المعمل هي إحدى قرى عزلة عيال صياد بمديرية نهم التابعة لمحافظة صنعاء، بلغ تعداد سكانها 451 نسمة حسب تعداد اليمن لعام 2004.